# Newporte (krater)
Newporte – krater uderzeniowy w stanie Dakota Północna w USA. Skały krateru nie są widoczne na powierzchni ziemi.
Krater ma 3,2 km średnicy, powstał nie dawniej niż 500 mln lat temu (kambr). Utworzył go upadek małej planetoidy, która uderzyła w skały osadowe pokrywające podłoże krystaliczne. W potrzaskanych kambryjskich i ordowickich piaskowcach znajdują się łupki roponośne. Krater jest silnie zerodowany, ale posiada wciąż wyraźny relief z widocznym wzniesieniem centralnym. Dowodami jego uderzeniowego pochodzenia są planarne struktury deformacyjne w ziarnach kwarcu. Krater był badany z użyciem wierceń i sejsmiki, które to badania ukazały jego ukształtowanie, zgodne z założeniem o impaktowym pochodzeniu.